# Kobal
Kobal (también mencionado con sus seudónimos como Kobaltronics, Kobalion, The Amazing Kobal y Don Kobal) es un artista chileno, escritor , dibujante, entintador y colorista avecindado en Chile. Su nombre es originalmente R. Guerrero. 

## Vida
Kobal nació en Santiago de Chile el 20 de octubre de 1972, donde vive actualmente.

## Carrera

### Fanzines
Kobal comenzó en los cómics en los años Ochenta,  como colaborador de Kloaka Comics, un fanzine de cómics chileno, editado por Roberto Peña y Maho, dos conocidos del artista. Posteriormente, su trabajo fue publicado en varios fanzines como Bailando Al Margen, Yo la Mate, Banzai Manga,  considerado el  primer fanzine de manga chileno publicado por medios de multicopiado, es decir, una publicación pionera en la cultura de manga en Chile.

### Revistas
En los años Noventa, Kobal se convirtió en colaborador regular del diario La Nación, y trabajó para otras empresas latinoamericanas como UOL, realizando uno de los primeros cómics en línea en Latinoamérica. También es citado como dibujante del colectivo de rock e historietas La Mancha, junto a otros dibujantes chilenos emergentes de la época.
Posteriormente, su trabajo apareció en la edición chilena de la revista  Billiken, entre otras revistas latinoamericanas de renombre.

### Zombies En La Moneda
En el año 2009, Kobal fue invitado a participar como consultor creativo, escritor y artista en la serie de  novela gráfica Zombies en La Moneda, episodios ilustrados que relatan la llegada de una plaga zombi a Santiago de Chile.

### Literatura infantil
En el año 2018, Kobal toma la idea sugerida por su amigo Roberto Peña , de realizar una historieta sobre una jirafa. De esta manera, Kobal incursiona como creador de la historia y la ilustración del libro Lupe la jirafa, texto que muestra la versatilidad de Kobal al poder abordar diferentes temáticas y formatos en su creación artística.

### Producción como Ilustrador / Dibujante
- Pasolini El Gato y el Viejo Ezra textos de Antonio De Santos  (Editorial Plaza De Letras, Chile), 2022
- Pasolini El Gato y el Viejo Ezra textos de Antonio De Santos  (Editorial Korsa, Francia), 2019
- Lupe la jirafa (Editorial Medio Gato, Chile), 2018
- Apócrifos del Caballero Oscuro (Editorial Visuales, Chile), 2012
- Caleuche Comics (Editorial Cíclope, Chile) #26 #27
- Rayen (Dédalos, Chile) #7-8
- Zombies en La Moneda #2, #3
- La Mancha (Comic magazine, Chile), 1992-1998
- La Nación (Newspaper)
- UOL (Internet Portal) 1995

### Escritor
- Sobre Mujeres Fuertes (prólogo en Novela Gráfica Super Milf de María José Bart)  (Editorial Bart, Chile), 2019
- Compadre Moncho Comics (Editorial Mythica, Chile), 2018[6]
- Lupe la jirafa (Editorial Medio Gato, Chile), 2018[7]
- Apócrifos del Caballero Oscuro (Editorial Visuales, Chile), 2012
- A Weapon in Heat 9 (Editorial Sofawolf, USA), 2012[8]
- In Nomine Mortis Arcano IV[9]
- Caleuche_Comic (Editorial Cíclope, Chile) #26[10]
- Zombies en La Moneda #1, 2, 3
- Zombies en La Moneda: Saga Santiago Edición Completa
- Zombies en La Moneda: Misión Valparaíso
- Zombies en La Moneda: Terremoto
- Rayen #8
- Rayen #9
- Diablo #12

### Portadista
- La Mancha #3
- Barrio Chile

## Nominaciones y premios
- Nominado Mejor Guionista Chileno del 2011[11]